# 옥수수 알
옥수수 알은 옥수수의 낟알이다.

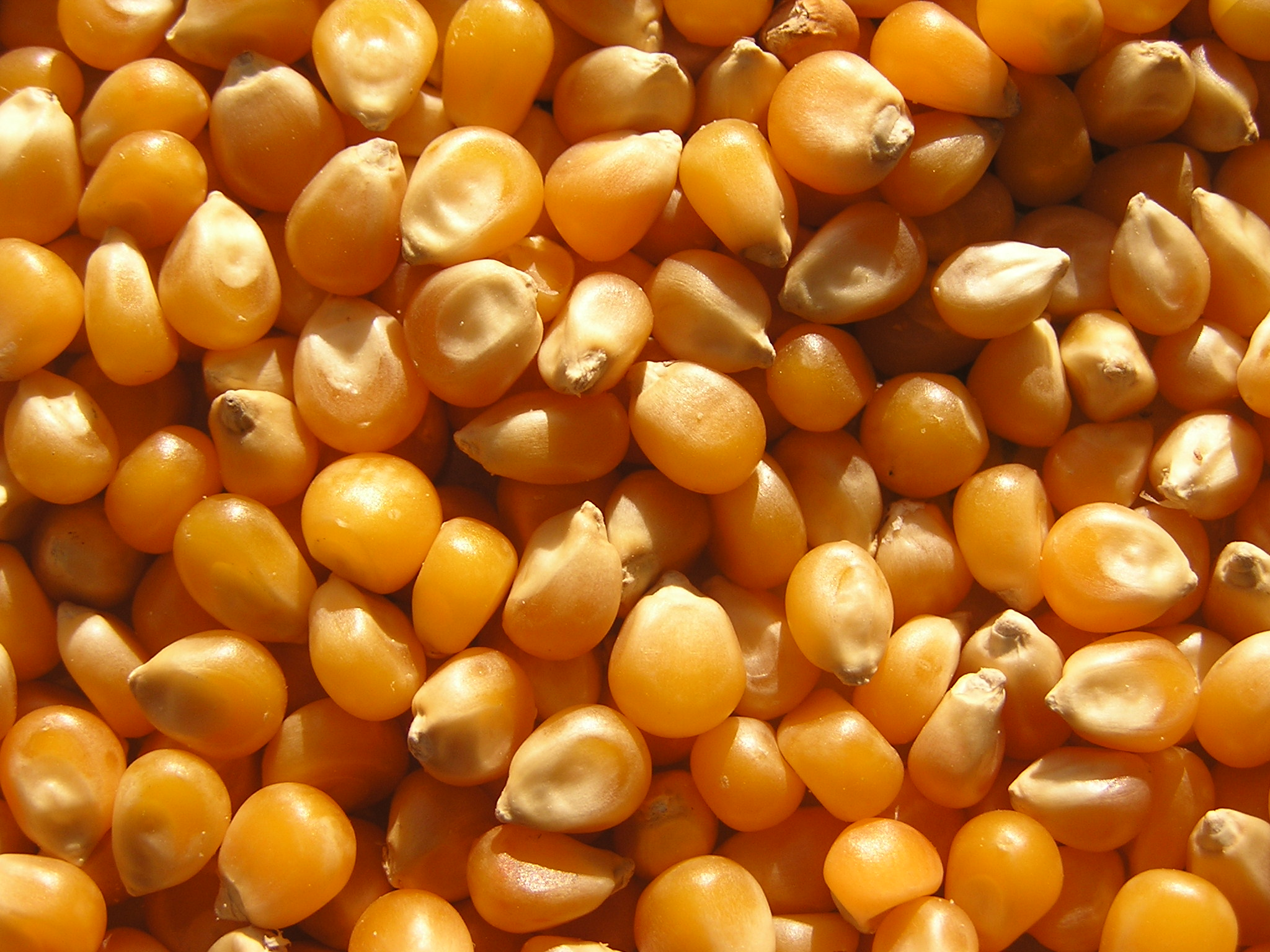
옥수수 알

맷돌에 타서 껍질을 벗긴 옥수수 알은 옥수수쌀이라 부른다.

## 사진

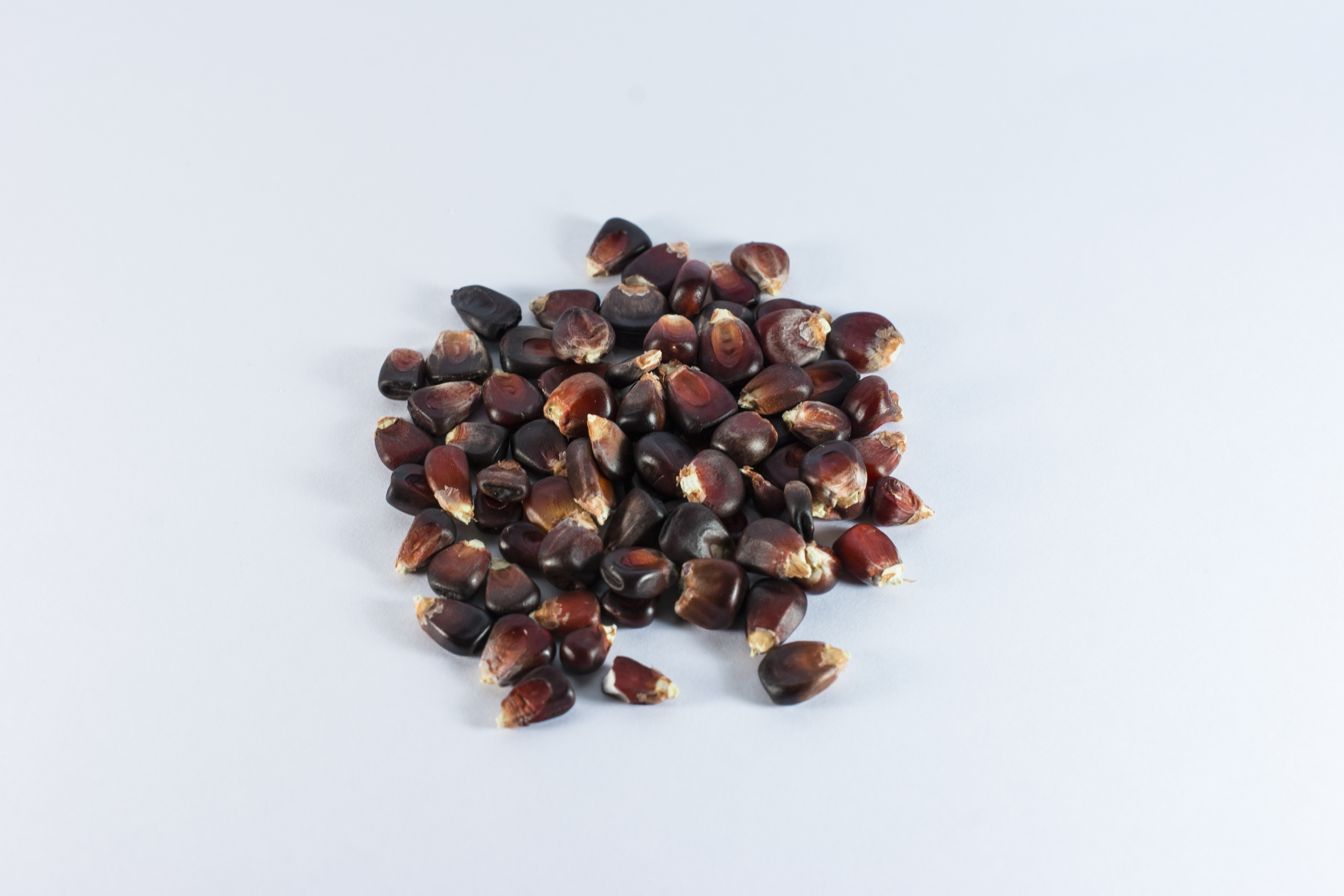
옥수수 알
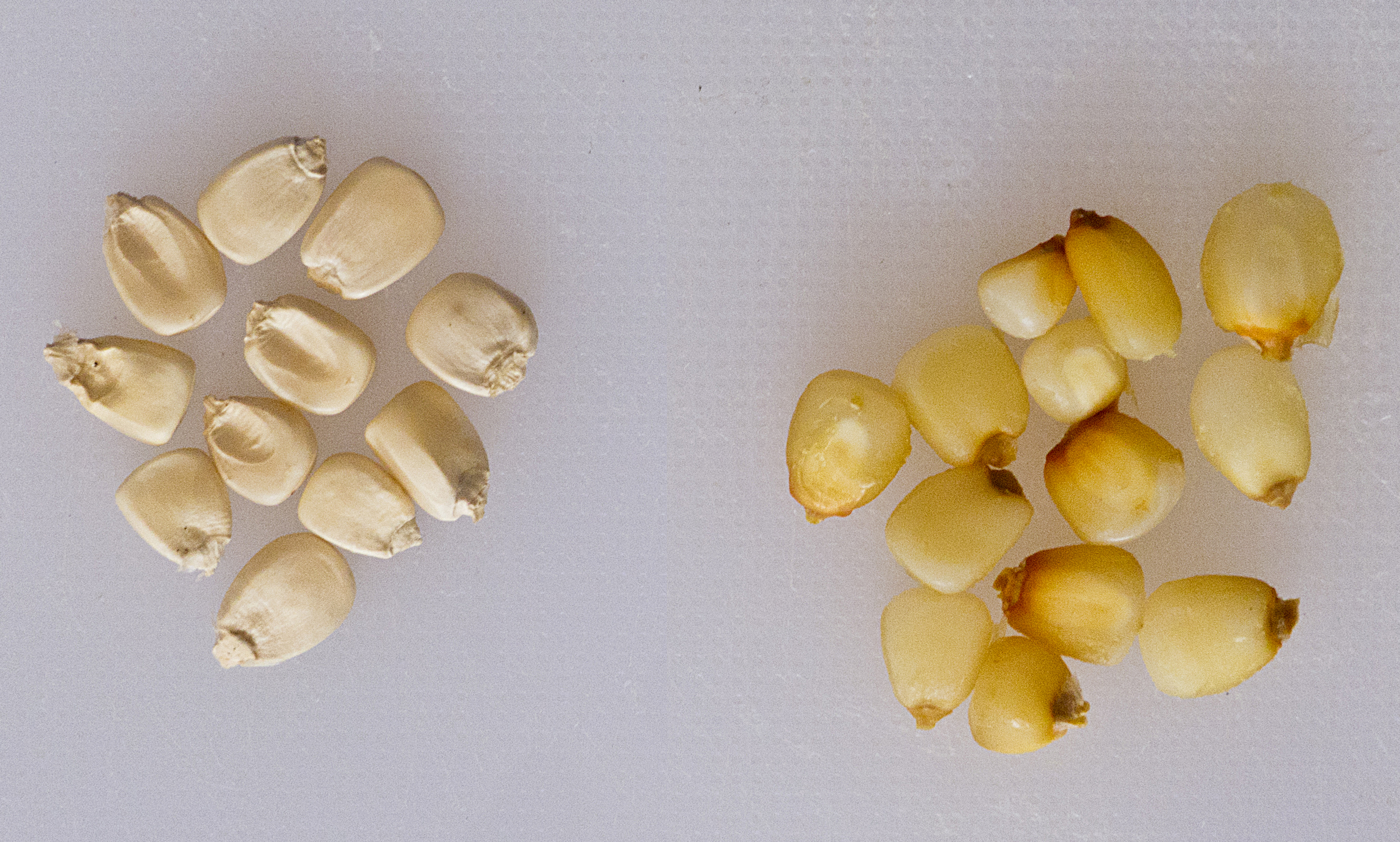
닉스타말화된 옥수수 알
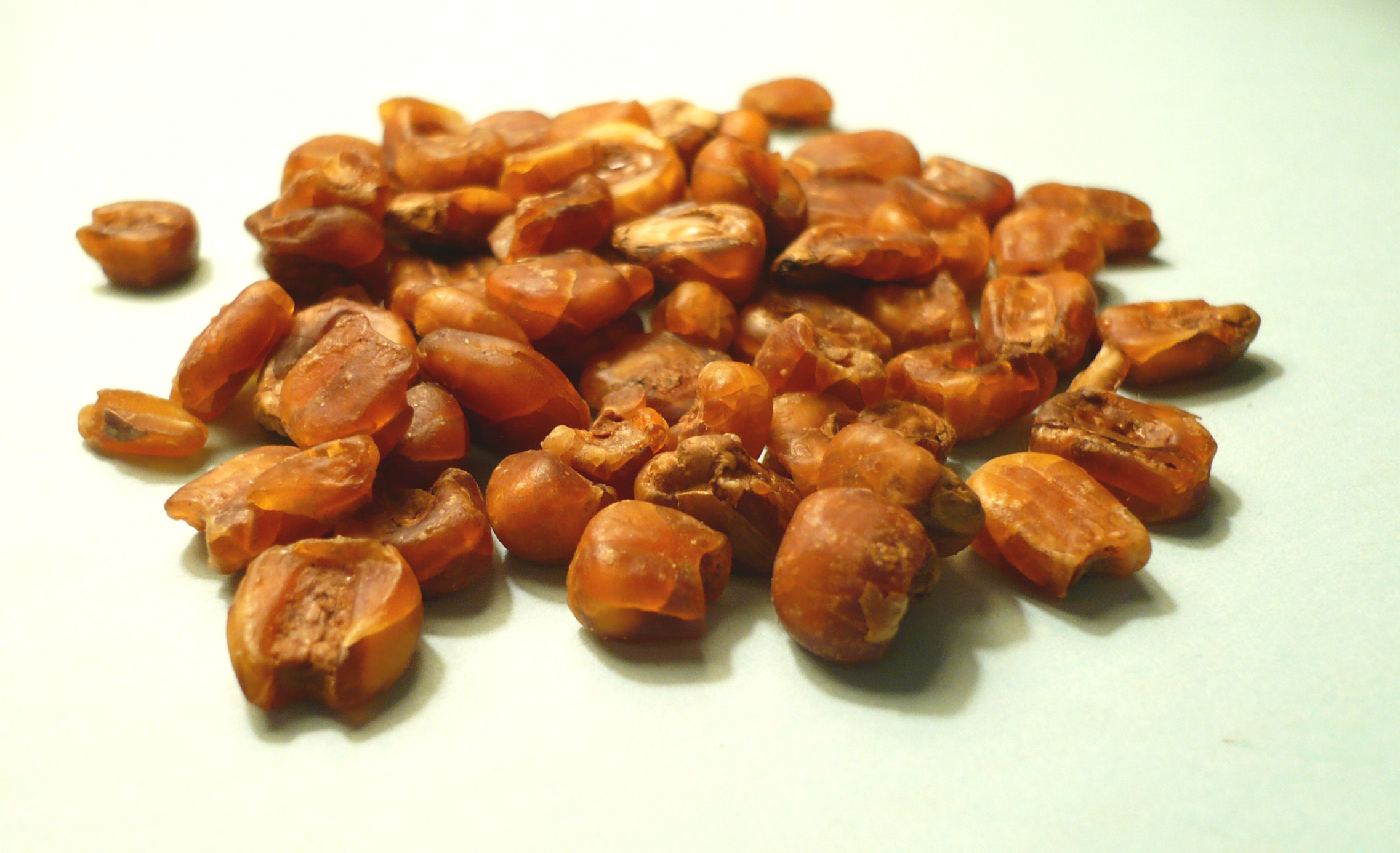
옥수수차를 끓이기 위해 볶은 옥수수 알

## 같이 보기
- 옥수숫대
- 옥수수수염
- 옥수수자루
- 캔 옥수수